# 小行星567
小行星567（567 Eleutheria）是一颗围绕太阳公转的小行星。1905年5月28日，保羅·格茨在海德堡描述了此天体。
該小行星以普拉蒂亚战役后被认为是希腊自由之神的埃勒烏塞里亞命名。
这颗小行星的绝对星等为9.16等。

## 相关條目
- 小行星列表/10001-11000

## 外部連結
- Asteroid Lightcurve Database (LCDB) （页面存档备份，存于）, query form (info （页面存档备份，存于）)
- Dictionary of Minor Planet Names, Google books
- Discovery Circumstances: Numbered Minor Planets (10001)-(15000) （页面存档备份，存于） – Minor Planet Center
- 小行星567 at AstDyS-2, Asteroids—Dynamic Site
  - Ephemeris · Observation prediction · Orbital info · Proper elements · Observational info
- NASA JPL小天體瀏覽器上的小行星567

| 前一小行星： 小行星566 | 小行星列表 | 後一小行星： 小行星568 |